# Уорнок, Мэри
Хелен Мэри Уорнок, баронесса Уорнок (в девичестве Уилсон; 14 апреля 1924 — 20 марта 2019) была английским философом этики, образования и сознания, а также писателем по экзистенциализму. Кавалер ордена Кавалеров Почёта, а также ордена Британской империи. Она наиболее известна тем, что возглавляла расследование, отчет которого лег в основу Закона 1990 года об оплодотворении и эмбриологии человека. С 1984 по 1991 год она работала директором Гёртон-колледжа в Кембридже.

## Ранние годы и образование
Хелен Мэри Уилсон родилась 14 апреля 1924 года в Уинчестере, Англия, и была самой младшей из семи детей в семье. Ее мать Этель была дочерью успешного банкира и финансиста Феликса Шустера. Ее отец Арчибальд Эдвард Уилсон (1875—1923) был домоправителем и учителем немецкого языка в Винчестерском колледже, он умер еще до ее рождения. После смерти отца ее мать так больше и не вышла замуж.
Уорнок воспитывала мать и няня. Она никогда не видела своего старшего брата, Малькольма (1907—1969), который страдал аутизмом и лечился в специализированном учреждении, проводя свои последние дни в больнице Дорсета. Другой ее брат умер очень молодым. Еще один, Дункан Уилсон (1911—1983), был британским дипломатом, который стал послом Великобритании в Советском Союзе. Затем он получил назначение на должность магистра Колледжа Корпус-Кристи в Кембридже. Когда Мэри было семь месяцев, ее семья переехала в Келсо Хаус, трехэтажный дом в викторианском стиле, ныне музыкальный центр в колледже «Peter Symonds College». О ней и ее сестре Стефане заботилась няня. Уорнок училась в интернате в школе «St Swithun’s School» в Уинчестере, а затем в школе «Prior’s Field School» в городе Гилфорд в графстве Суррей.
Уорнок рассказывала, что в детстве смущалась матери, которая выглядела иначе, в отличие от большинства людей. Она часто носила длинную струящуюся темно-красную одежду и ходила с вывернутыми ногами. Однако, когда Уорнок было около 15 лет, она начала восхищаться эксцентричностью и независимым мышлением своей матери.
Унаследованное богатство семьи дало Уорнок возможность получить привилегированное образование. С 1942 года она изучала классику в колледже Леди-Маргарет-Холл в Оксфорде. Ее учеба была прервана во время войны, в то время она два года преподавала в школе для девочек «Sherborne School» в Дорсете. Затем она вернулась в Оксфорд и закончила его в 1948 году.

## Карьера

### Философия
С 1949 по 1966 год Мэри Уорнок был научным сотрудником и преподавателем философии в колледже «St Hugh’s College» в Оксфорде. Помимо ее мужа Джеффри Уорнока, в то время сотрудника колледжа «Magdalen College», в ее круг общения в этот период входили философы Исайя Берлин, Стюарт Хэмпшир, Дэвид Пирс и Питер Стросон, а также авторы Кингсли Эмис и Дэйвид Сесил. Она участвовала в радиодебатах по философии, которые транслировались в Третьей программе BBC. Ее пригласили написать о современной этике для серии, опубликованной издательством Оксфордского университета, что привело ее к изучению Сартра и экзистенциализма, в результате чего между 1963 и 1970 годами были опубликованы три книги.
С 1972 по 1976 год она была научным сотрудником в Lady Margaret Hall. В 1976 году она опубликовала книгу под названием «Imagination». С 1976 по 1984 год она была старшим научным сотрудником в колледже St Hugh’s College, а в 1985 году стала его почетным членом. С 1984 по 1991 год она работала директором Гёртон-колледжа в Кембридже. В 1992 году она вышла на пенсию, но продолжала работать в общественных комитетах, а также писать и редактировать книги, в том числе «The Uses of Philosophy» (1992), «Imagination and Time» (1994) и «An Intelligent Person’s Guide to Ethics» (1998). В 1992 году она прочитала Гиффордские лекции под названием «Воображение и понимание» в Университете Глазго. В 2000 году она была приглашенным профессором риторики в Грешем-колледже в Лондоне.
Уорнок много писала об этике, экзистенциализме и философии сознания.

### Образование
В начале 1960-х годов, еще преподавая в колледже St Hugh’s College, Уорнок стала членом местного управления образования Оксфордшира. С 1966 по 1972 год она была директором Оксфордской средней школы для девочек, оставив эту должность, когда ее муж был назначен директором Хэртфорд-колледжа в Оксфорде. В конце 1970-х она опубликовала три книги на тему образования. В 1980 — 90-х годах она вела колонку для Times Educational Supplement. Мэри также опубликовала брошюру «Университеты: познавая свой разум», а в 1985 году она прочитала лекцию Ричарда Димблби на тему «Учитель учит себя».

### Теле- радиовещание
Уорнок была членом Независимого вещательного управления в период с 1972 по 1983 года. В 1980 году она рассматривалась на пост председателя совета управляющих BBC.

### Государственная политика
Благодаря работе педагогом Уорнок была назначена председателем британского расследования по специальному образованию в 1974 году. Ее отчет, опубликованный в 1978 году, внес радикальные изменения в эту область, сделав акцент на обучении детей с ограниченными возможностями в обычных школах и введя систему «заявлений» для детей, чтобы они могли получить право на специальную образовательную поддержку. Впоследствии Уорнок выразила недовольство системой, которую она помогла создать, назвав ее «ужасающей» из-за расходов на ее администрирование и тенденцию отказывать в поддержке детям из малообеспеченных семей. Она рекомендовала создать новое расследование.
С 1979 по 1984 год она входила в Королевскую комиссию по загрязнению окружающей среды. С 1982 по 1984 год она возглавляла Комитет по расследованию оплодотворения человека и эмбриологии. Ее доклад по этому поводу привел к принятию Закона 1990 года об оплодотворении человека и эмбриологии, который регулирует лечение бесплодия человека и эксперименты с вспомогательной репродуктивной технологией. Его следствием стало требование лицензирования таких процедур, как экстракорпоральное оплодотворение, и запрет на исследования с использованием человеческих эмбрионов старше 14 дней. По словам Сьюзан Лезер, бывшего председателя Управления по оплодотворению и эмбриологии человека, «возможно, величайшим достижением комитета Уорнок является то, что ему удалось достичь этического консенсуса, который люди понимали и разделяли».
С 1984 по 1989 год Уорнок возглавлял комитет Министерства внутренних дел по экспериментам на животных. С 1998 года она была членом Правительственной консультативной комиссии по грабежам. В 2008 году Уорнок, убежденный сторонник эвтаназии, вызвала разногласия, высказав мнение, что людям с деменцией следует разрешить выбрать смерть, если они чувствуют себя «обузой для своей семьи или государства». В возрасте 90 лет Уорнок с энтузиазмом приняла участие в обзоре своей общественной жизни, который был задокументирован BBC Sound Archives.

### Благотворительность
Мэри Уорнок была президентом благотворительной организации Listening Books, предоставляющей аудиокниги людям, которые испытывают трудности с чтением из-за болезни, инвалидности, трудностей в обучении или психических заболеваний. Также она была покровителем благотворительной организации The Iris Project, которая способствует преподаванию классической литературы.

## Назначения и награды
В 1984 году она была удостоена чести стать кавалером рыцарского ордена Британской империи. 6 февраля 1985 года она была назначена пожизненным пэром, получив титул баронессы Уорнок из Уик, в городе Уинчестер. Вплоть до ухода 1 июня 2015 года она сидела в Палате лордов в качестве независимого члена партии. В 2017 году Уорнок была также удостоена чести стать кавалером Ордена Кавалеров Почёта за вклад в благотворительность и за заслуги перед детьми с особыми образовательными потребностями.
В 2000 году Уорнок была избрана почетным членом Британской академии, а в 2011 году почетным членом Академии медицинских наук. В 1987 году она была награждена почетной грамотой, степенью Университета Бата. Она стала почетным членом Леди-Маргарет-Холл, Оксфорд в 1984 году, и Хэртфорд-колледжа в Оксфорде в 1997 году.
В 2018 году в знак признания ее работы над особыми образовательными потребностями она была названа одним из десяти самых влиятельных людей в сфере образования. В том же году за свою работу в области биоэтики она была удостоена премии Дэна Дэвида.

## Личная жизнь
В 1949 году Уорнок вышла замуж за Джеффри Уорнока, впоследствии вице-канцлере Оксфордского университета. В браке у них было два сына и три дочери. В 1995 году он умер. 20 марта 2019 года в возрасте 94 лет она умерла.
В обществе ее часто описывали как «англиканку-атеиста».